# Sébikotane
Sébikotane (parfois Sébikhotane, Sebikhoutane, Sebikhotane, Sebikotane, Sébikotane) est une ville du Sénégal, proche de Dakar.

## Histoire

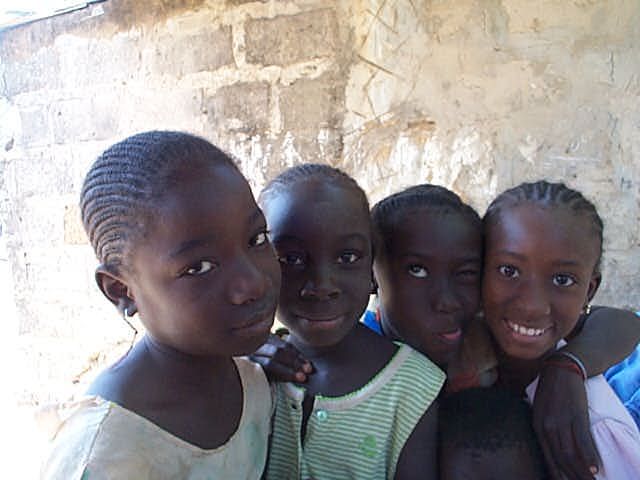
Fillettes mancagnes à Sébikotane.

D'abord rattachée à la grande commune de Rufisque-Bargny, puis à la commune de Bargny, Sébikotane est devenue, en 1984, une communauté rurale — c'est-à-dire une collectivité locale autonome et fonctionnelle. 
Sébikotane est réellement devenue une commune à part entière lors de la dernière réforme de décentralisation de 1996.

## Administration
La ville est située dans le département de Rufisque, dans la région de Dakar.
Elle est frontalière à la région de Thiès.

## Géographie
La commune de Sébikotane se situe à 45km de la capitale du Sénégal. Elle se situe à l'Ouest de la région de Dakar. Elle est limitée au Nord par la commune de Sangalkam, à l'Est par la commune de Diamniadio, au Sud par une partie de Diamniadio et à l'Ouest par la région de Thiès.   
Les localités les plus proches sont Escale, darou salam, kip kip, keuri kaw, sorokh, tableau sererre, bc, ndiola, ndoyenne2, thiokho, sebi-garage, Yeba.  

### Population
En 2007, selon les estimations officielles, la population serait de 21 017  personnes, dont 53 % de femmes (contre 52 % sur le plan national) et 46 % de jeunes âgés de 0 à 15 ans (contre 47 % sur le plan national). Le taux d’accroissement annuel est estimé à 2,7 %, un niveau qui se rapproche de la moyenne nationale située à 2,56 %. Le taux de natalité est de 36,20/1000, et le taux de mortalité est de 11/1000 (selon les statistiques de 2002). Les taux de mortalité maternelle et infantile n’étaient pas précisés. La population de Sébikotane, dans l’ensemble, est relativement jeune puisque les personnes du 3e âge ne font que 4 %, soit 763 individus âgés de plus de 55 ans en 2002. Près de cinq mille trois cents (5 300) habitants, soit environ ¼ de la population, vivent dans l’aire géographique délimitée par l’Ancien Sébikotane. Cette population est constituée de Sérères Saafènes en majorité (47 %), de Wolofs (23 %), de Halpoulars (19 %), de Mancagnes (6 %), de Diolas, Soninkés, Manjaks, etc. pour environ 5 %.
En 2019, selon les projections de l'ANSD la population communale atteint 32 600 habitants.

### Économie
Des familles d'origine libanaise, installées à Sébikotane depuis le début du XXe siècle (notamment les Filfili et les Bakahazi), ont progressivement investi dans l'agrobusiness et dans l'agro-alimentaire. Ils détiennent aujourd'hui de grandes sociétés comme SAFINA-AGROCAP, premier exportateur sénégalais de haricots et de tomates à destination du marché européen ou la CDA, fournisseur des épiceries et grandes surfaces en produits carnés, en laitages.
Des centaines d'emplois saisonniers ont été créés.

## Jumelages et partenariats
- Nieul-sur-Mer (Charente-Maritime) et Thuir (Pyrénées-Orientales), France